# Embalse de Sterkfontein
El embalse de Sterkfontein, situado en las afueras de la ciudad de Harrismith, en el Estado Libre de Sudáfrica, a pocos kilómetros del borde del escarpe de Drakensberg, es parte del Proyecto de Agua Tugela-Vaal y del Plan de Almacenamiento por Bombeo de Drakensberg, y está ubicada en el  río Nuwejaarspruit, un afluente del río Wilge en la zona de captación superior del río Vaal. Es la segunda presa más alta de Sudáfrica y la presa de relleno de tierra más alta. En su entorno se encuentra la Reserva natural del embalse de Sterkfontein, caracterizada por sus paisajes montañosos y las extensiones herbáceas.

## Contexto

### Historia
La rápida expansión económica del área metropolitana de Johannesburgo en los años 1960 y 1970 amenazó su suministro de agua  a largo plazo y se decidió redirigir el agua del gran río Tugela, que en gran medida no se utilizaba, y llevarla a un gran depósito de almacenamiento de agua estratégico con muy baja evaporación. El sitio inicial elegido para este proyecto estaba en el valle adyacente al oeste del río Elands. Esta fue la opción preferida desde un aspecto de ingeniería porque implicaría una presa más pequeña. Sin embargo, poco antes de que comenzara la construcción, se seleccionó el río Nuwejaarspruit por razones políticas, ya que evitaba la inundación parcial del recién planeado Bantustán de Qwaqwa en Phuthadichaba. Podría haber significado que este recurso nacional estratégico se ubicaba en un "país extranjero", algo inaceptable  desde la perspectiva del gobierno  en ese momento.

### Construcción
La construcción comenzó en 1969 y la primera fase se puso en servicio en 1977 con un terraplén de tierra de 69 m de altura y 2290 m de largo sin aliviadero. Tras finalizar la primera fase se decidió continuar inmediatamente con la fase final y  en 1980 se elevó a su altura actual de 93 m con una longitud de cresta de 3060 m y una capacidad de almacenamiento de 2665 hm3. Lleno, no supera los 70 km2 de superficie. El período total de construcción fue de 11 años. La presa de Sterkfontein fue diseñada y construida por el Departamento de Asuntos Hídricos. La presa se destina principalmente a uso doméstico e industrial y su potencial de riesgo ha sido clasificado como alto.

### Nombre
La presa debe su nombre a una de las granjas ubicadas en las cercanías de su construcción. En la granja Sterkfontein se construyó el asentamiento temporal para los trabajadores de la construcción. La palabra sterkfontein significa fuente potente en afrikáans.

## Características

### Muro de presa de relleno de tierra
El muro es de tipo gravedad, contiene 19,8 millones de m3 de material, lo que lo convierte en el muro de presa más grande de Sudáfrica en volumen. El embalse está contenido por dos muros. El segundo muro tiene 600 m de largo y contiene 1,04 millones de m3 de material.

### Sin aliviadero
El embalse es único porque la mayor parte del agua se obtiene desviando el flujo de los tramos superiores del río Tugela. De lo contrario, esta agua quedaría infrautilizada y fluiría hacia el océano. La presa no se construyó sobre un río, sino que está situada sobre lo que, en el mejor de los casos, puede clasificarse como un gran arroyo en la parte alta de un valle en el Nuwejaarspruit. La zona de captación es menos de tres veces la superficie del agua del embalse y, por lo tanto, no hay riesgo de inundación. Por esta razón, el muro de la presa principal no necesita aliviadero. Cualquier exceso de agua de lluvia se puede expulsar de forma segura a través de las válvulas de salida. La ventaja de esta ubicación es que el embalse es un reservorio altamente efectivo, ya que tiene la profundidad para almacenar una gran cantidad de agua, con muy poca pérdida por evaporación. En comparación, el lago (embalse) de la presa Vaal tiene una gran superficie y es relativamente poco profundo, lo que da lugar a una mayor tasa de evaporación. Se necesitarían 17 años de lluvia para llenar la presa. Pero capturar las precipitaciones no era un objetivo importante detrás de este proyecto. Fue construido para captar agua del río Tugela y trasvasarla al sistema del embalse de Vaal.

### Sistema de almacenamiento de energía hidroeléctrica por bombeo

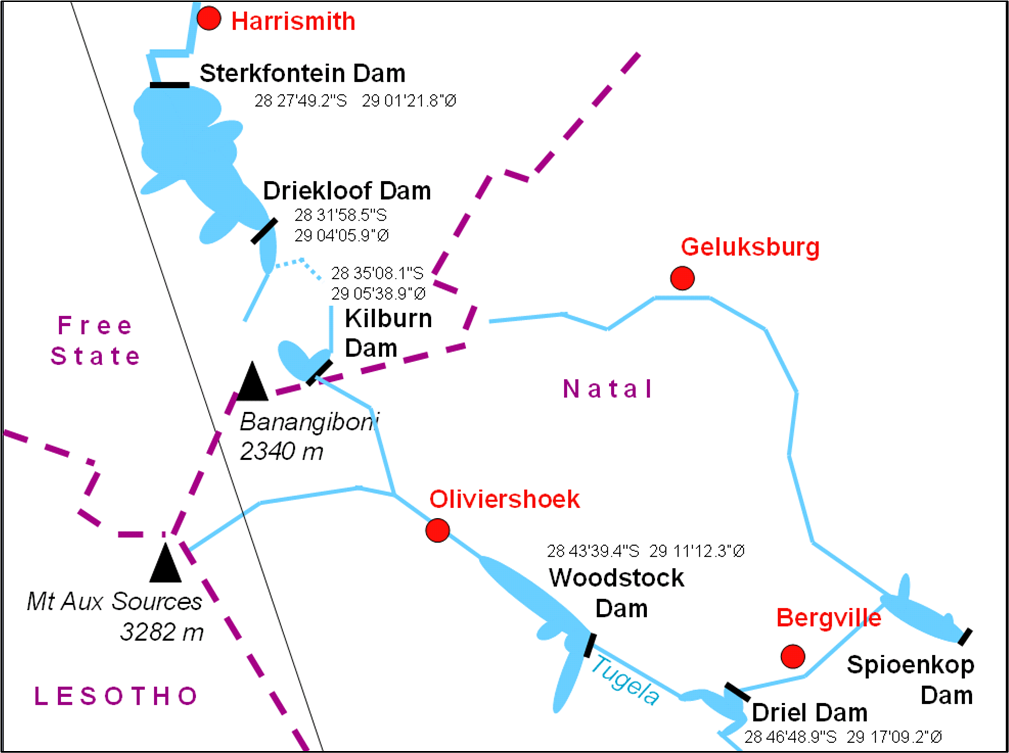
Mapa del sistema de almacenamiento por bombeo

La presa recibe su agua a través del Proyecto de Agua Tugela-Vaal, posteriormente rebautizado como Esquema de Almacenamiento por Bombeo de Drakensberg, que es un proyecto hidroeléctrico de 1.000 MW que implica la transferencia neta de hasta 630 millones de m3 de agua de KwaZulu-Natal. Este se almacena en la presa Sterkfontein y se libera a la presa Vaal a través del río Wilge cuando es necesario.

### Una presa dentro de una presa

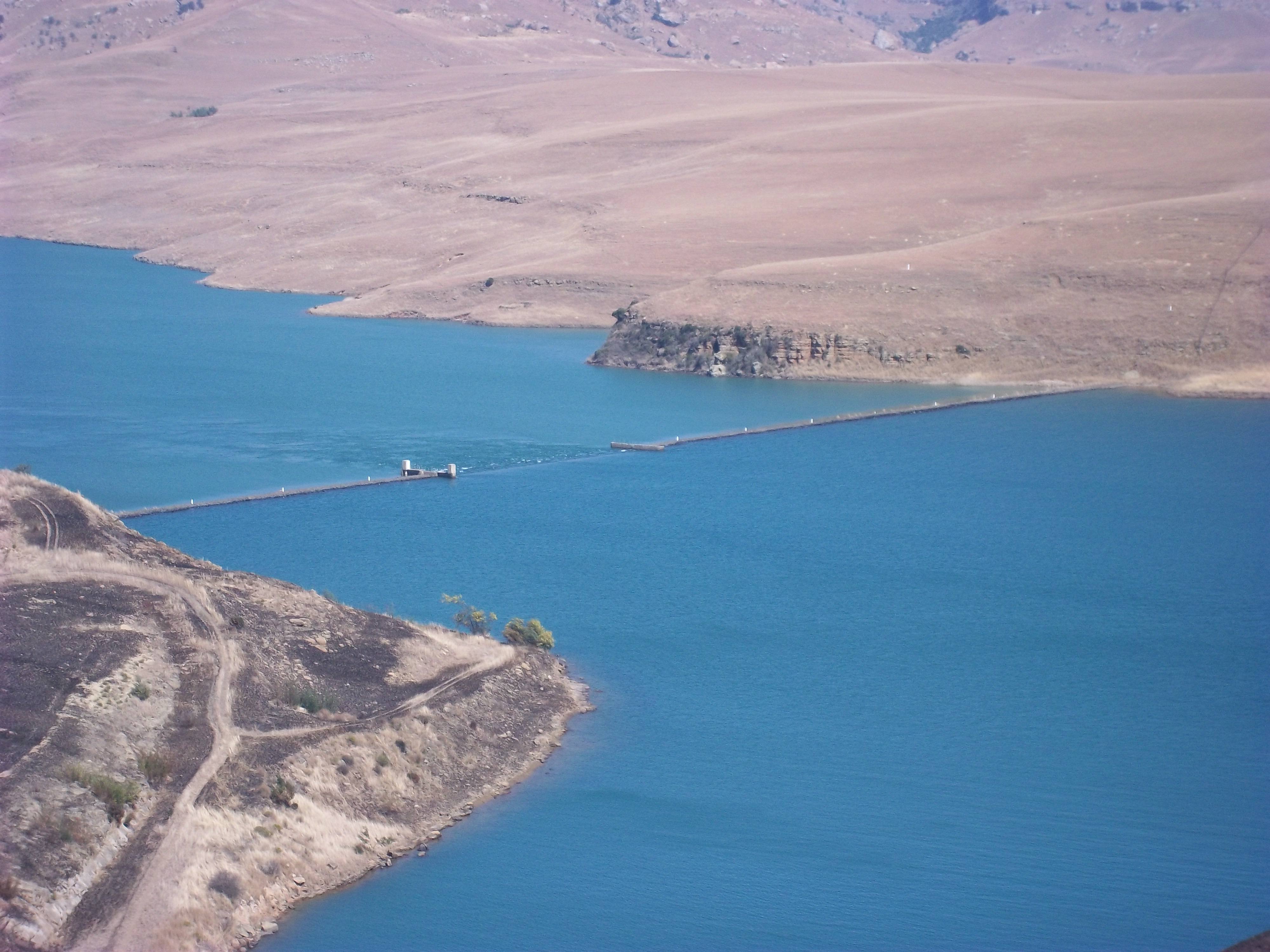
El vertedero que separa el embalse de Sterkfontein del embalse de Driekloof

El embalse de Driekloof, que se encuentra dentro de la presa Sterkfontein, se considera una presa y un embalse separados y no está incluida en las cifras anteriores. Se trata esencialmente de una presa dentro de una presa. La presa Driekloof es el depósito de almacenamiento superior del Esquema de almacenamiento por bombeo de Drakensberg. Si la presa de Sterkfontein se vaciara, el embalse de Driekloof retendría el agua para que el sistema de almacenamiento por bombeo funcionase sin obstáculos. Cuando la presa Sterkfontein está a plena capacidad, la presa Driekloof queda sumergida hasta el tope de su aliviadero.

### La tercera presa más grande de Sudáfrica
Esta es la tercera presa más grande de Sudáfrica en términos de capacidad de agua y es ligeramente más grande que la presa Vaal.
- Embalse de Gariep, 5.340 m3
- Embalse de Vanderkloof 3.171 m3
- Embalse de Sterkfontein 2.616 m3
- Embalse de Vaal 2603,4 m3

## Áreas protegidas
La Reserva natural del embalse de Sterkfontein es un área protegida situada junto a la presa.

## Galería de fotos

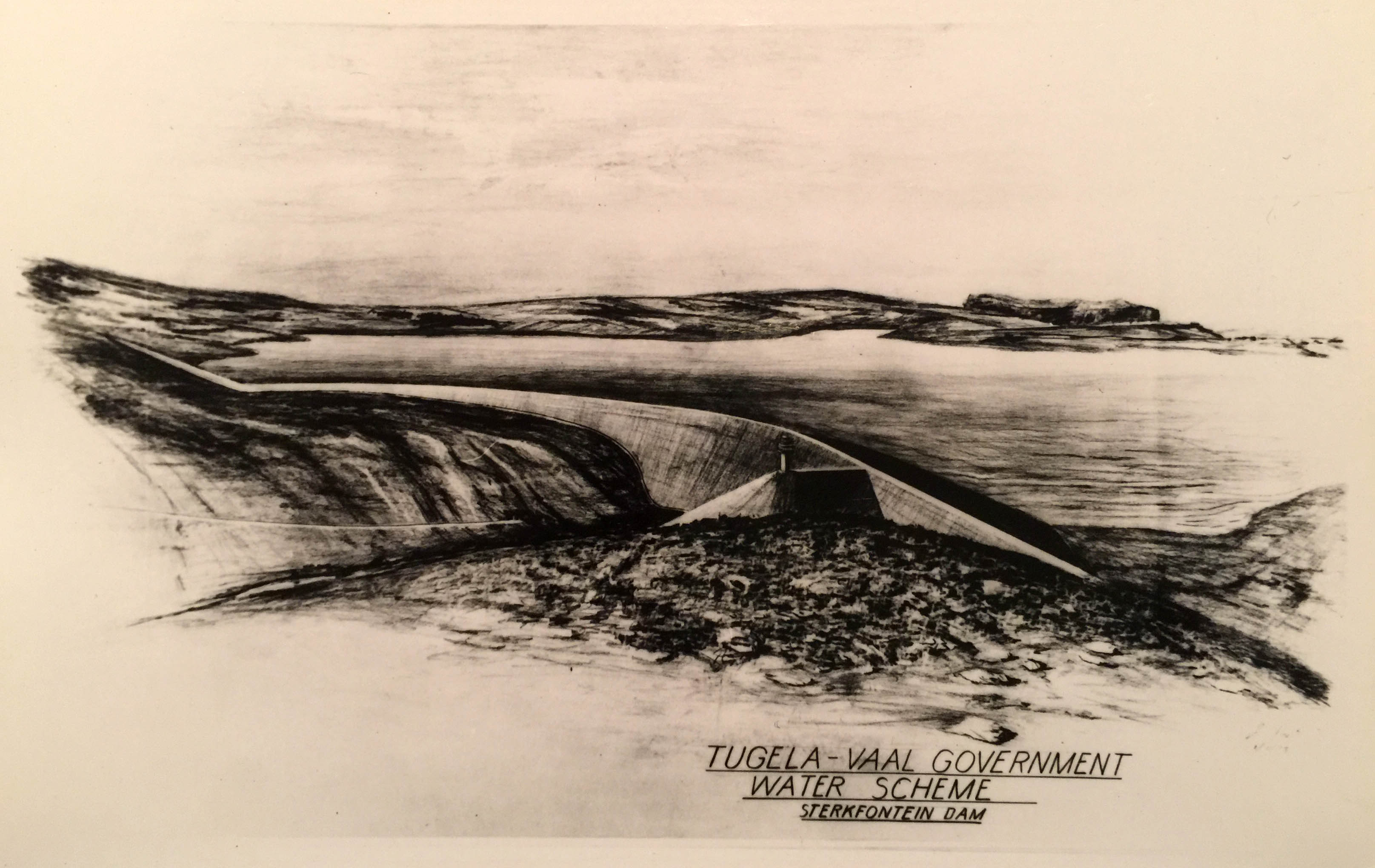
Impresión artística de la primera fase de la presa de Sterkfontein. El muro final se elevó hasta el nivel de la sala de control de válvulas en la parte superior de la torre de hormigón.
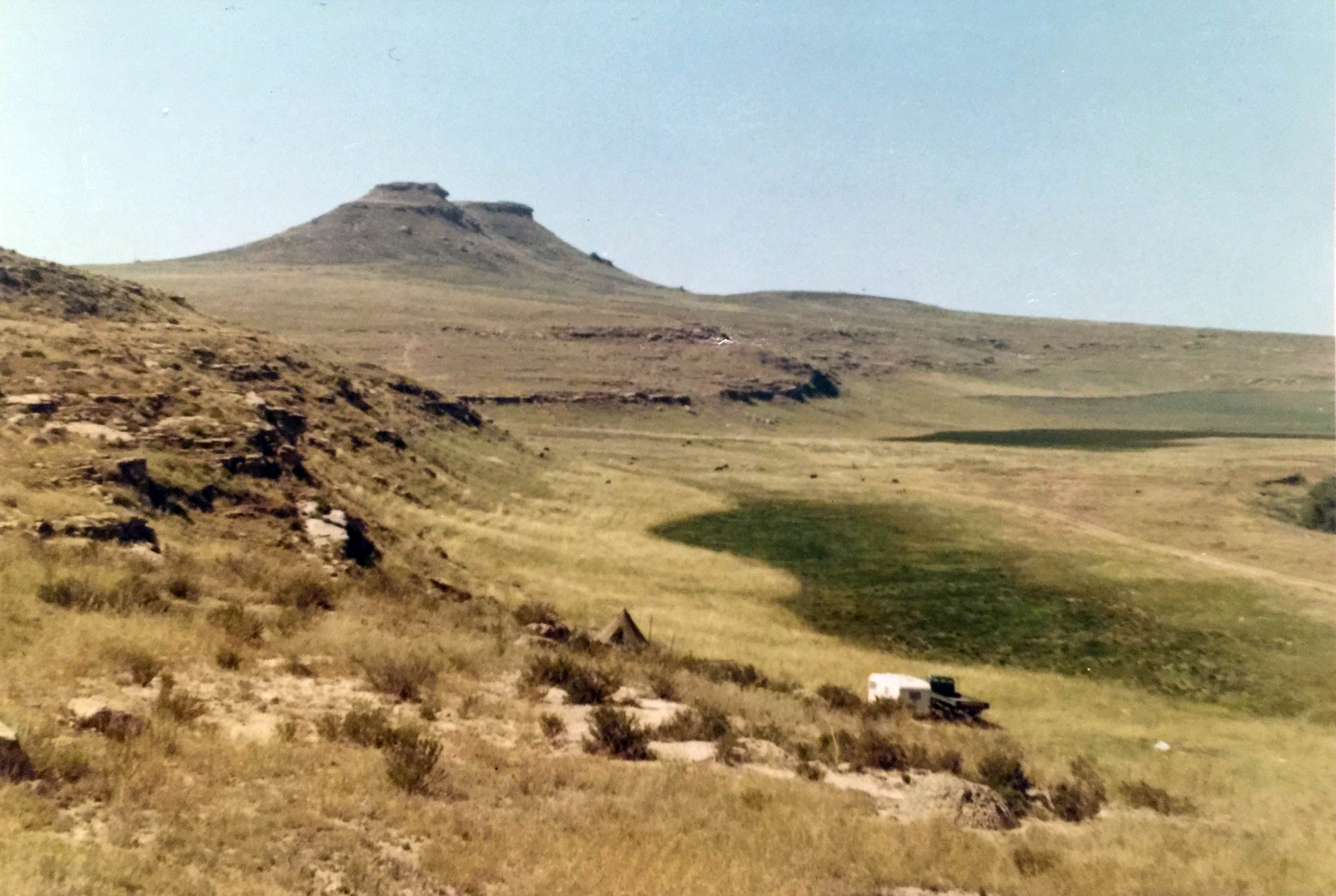
Una vista de la cuenca de la presa antes de ser cubierta por el agua.
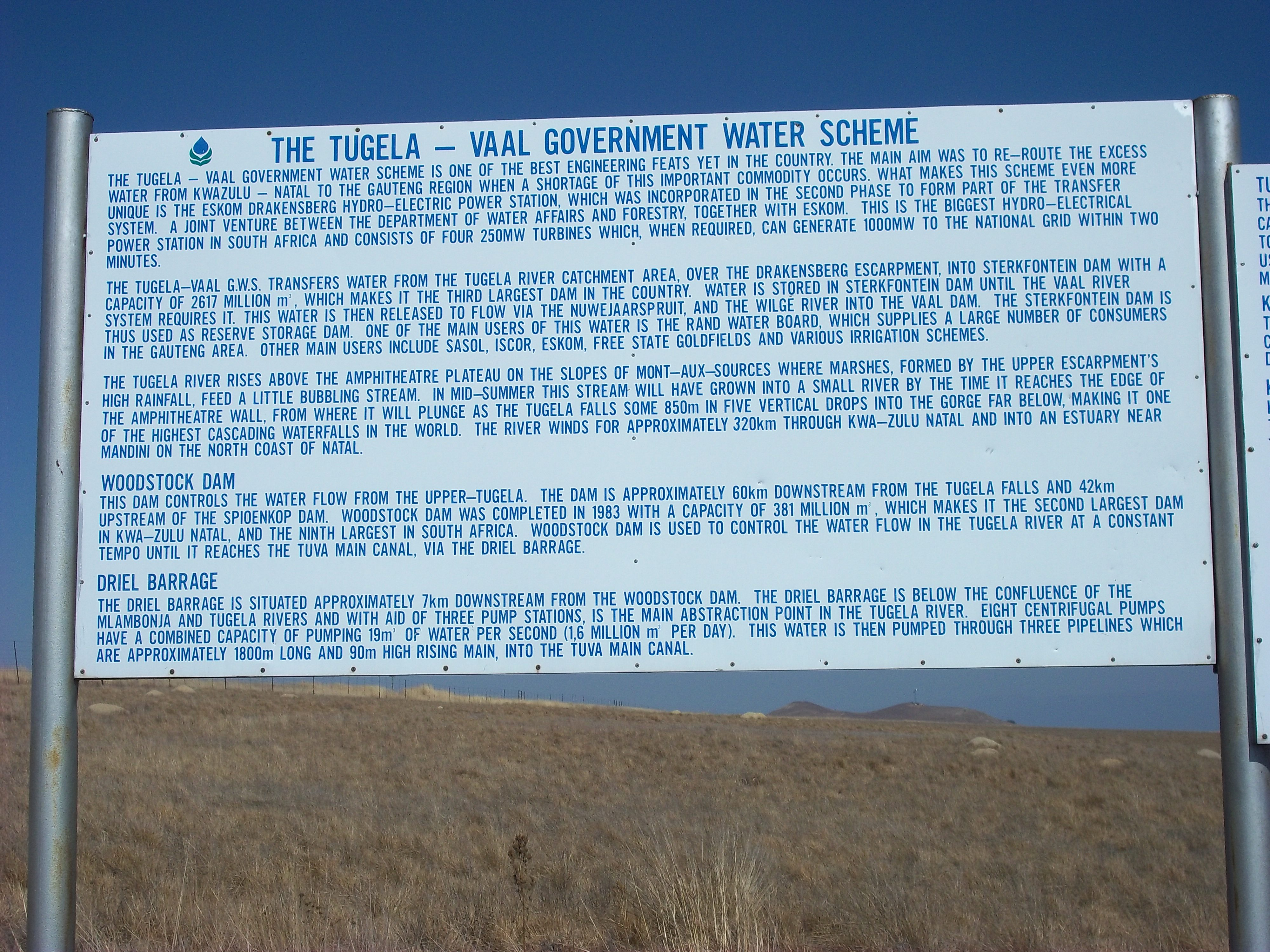
El primero de los tres paneles informativos colocados en un área de descanso para vehículos con vista al embalse justo al lado de la R74
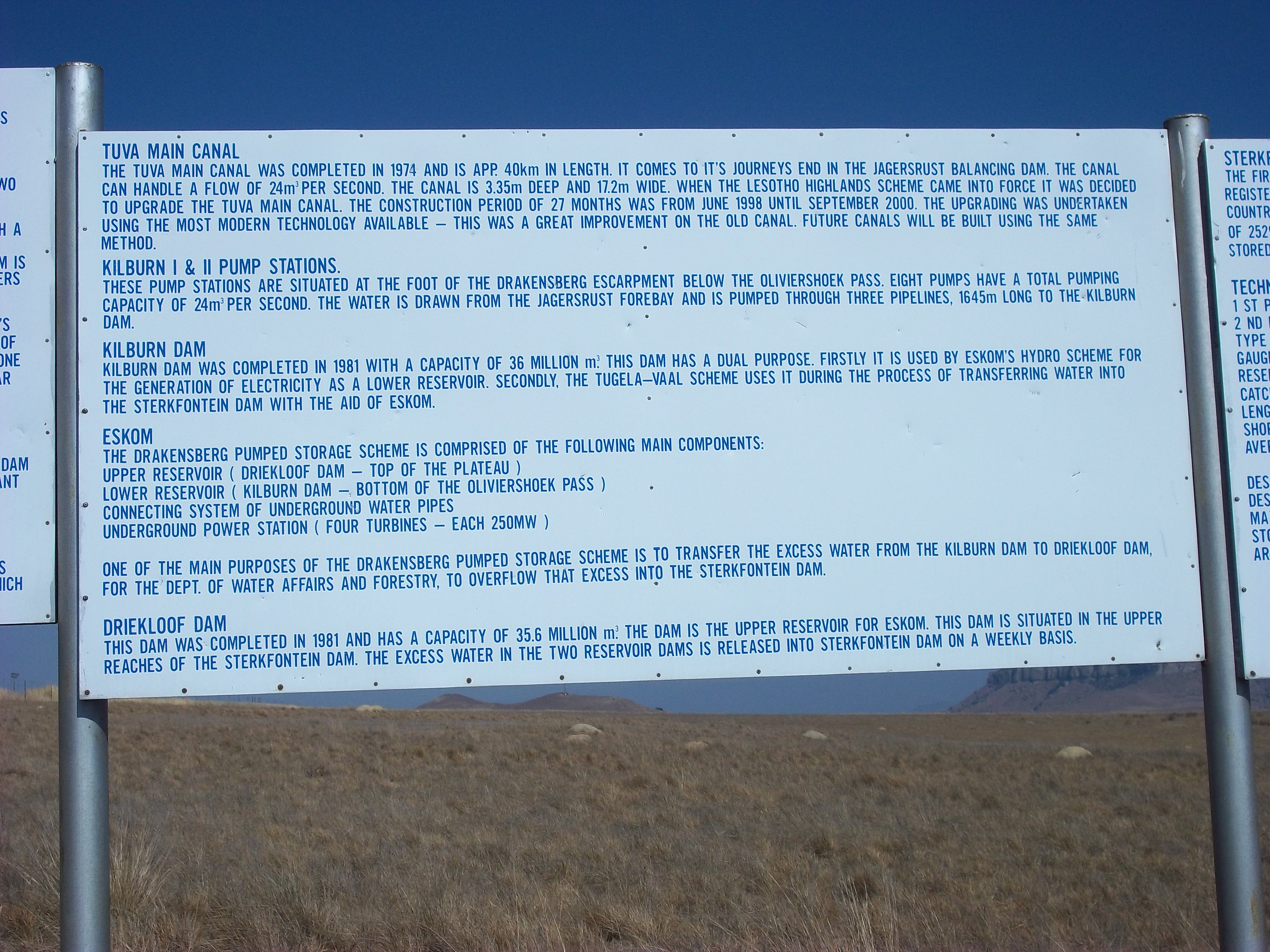
El segundo panel informativo
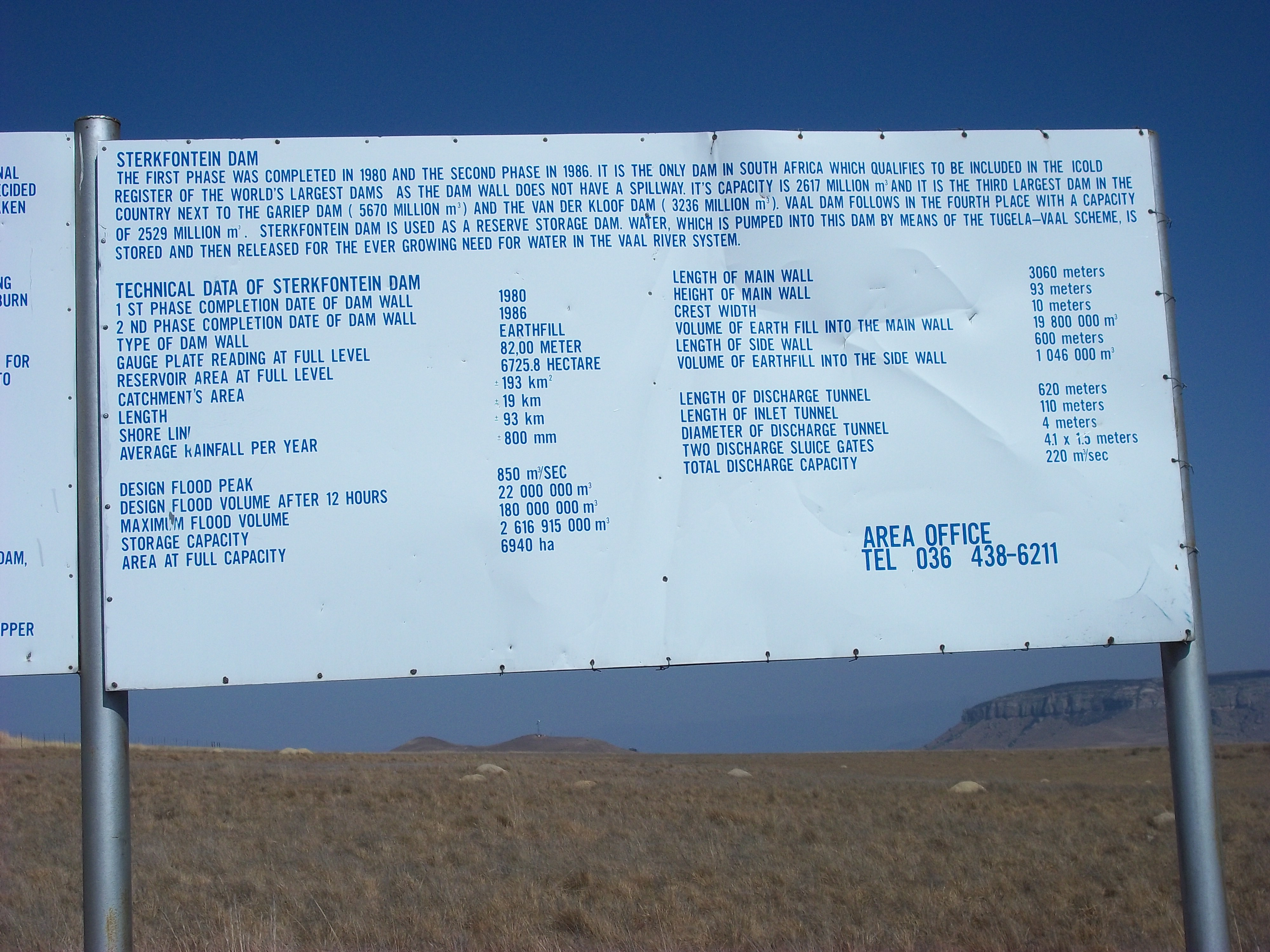
El tercer panel informativo
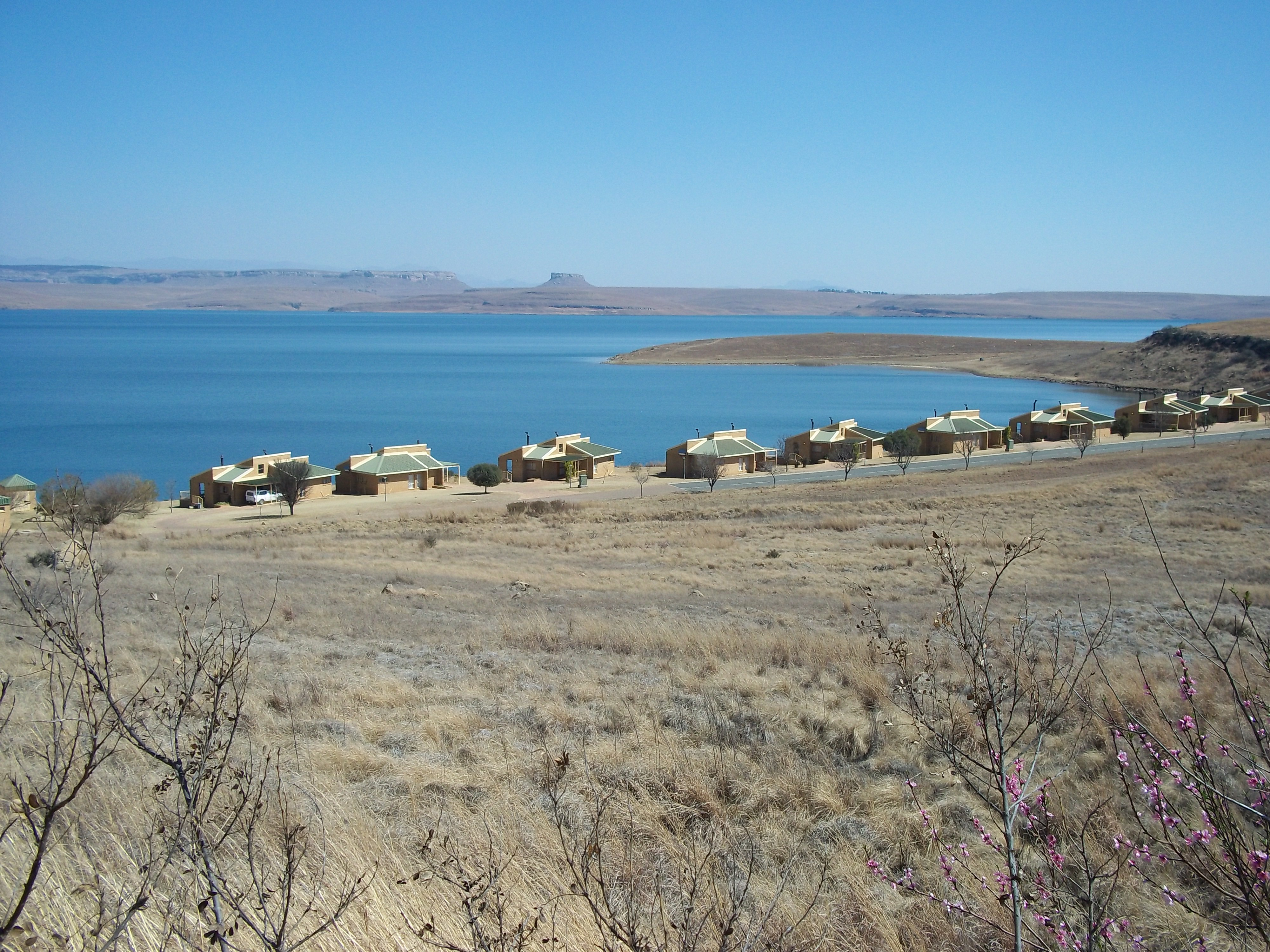
Un camping con chalets a la orilla del agua. Tenga en cuenta las condiciones secas (que favorecen los incendios forestales) en invierno.
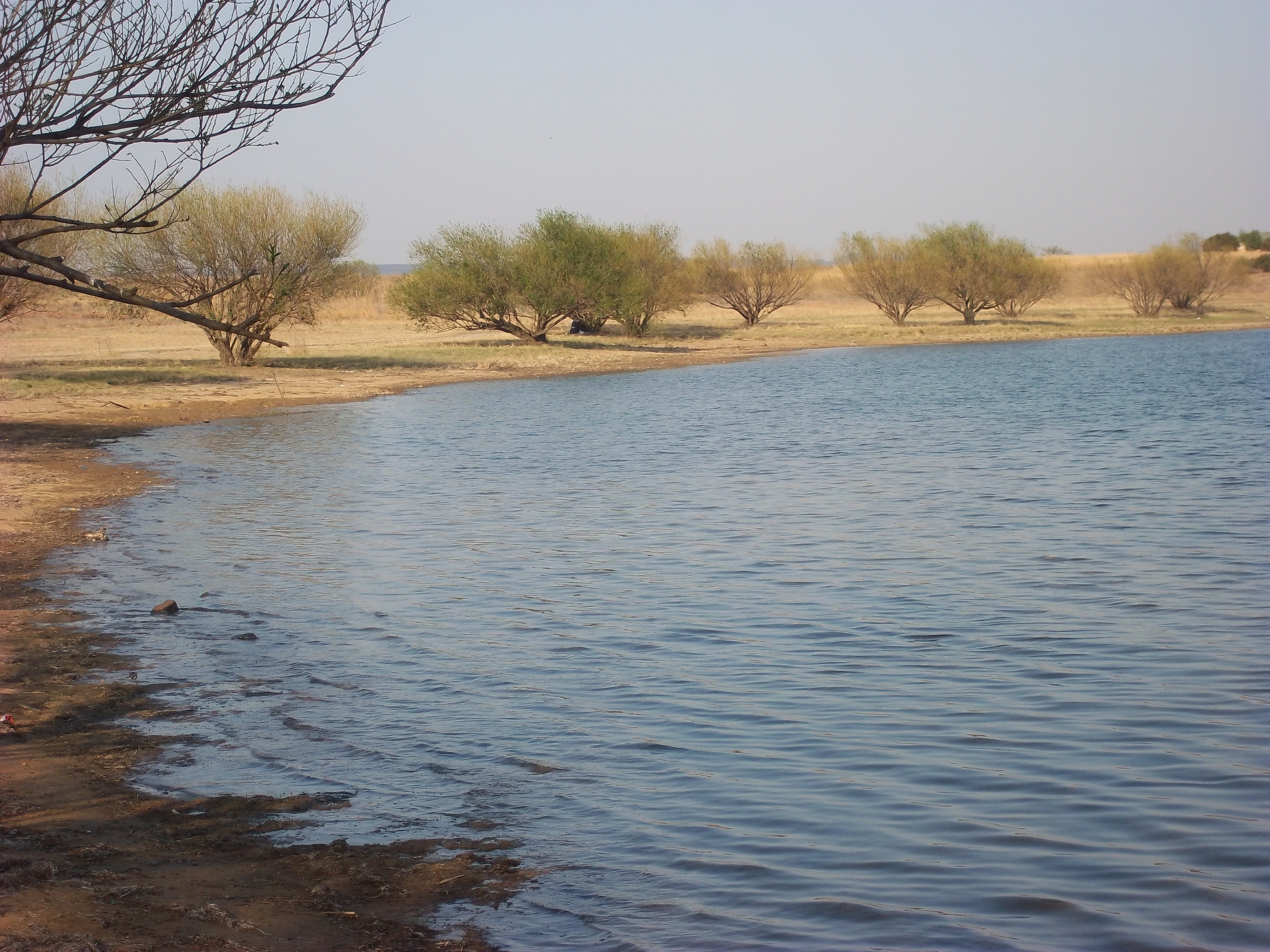
Zona de acampada al borde del agua
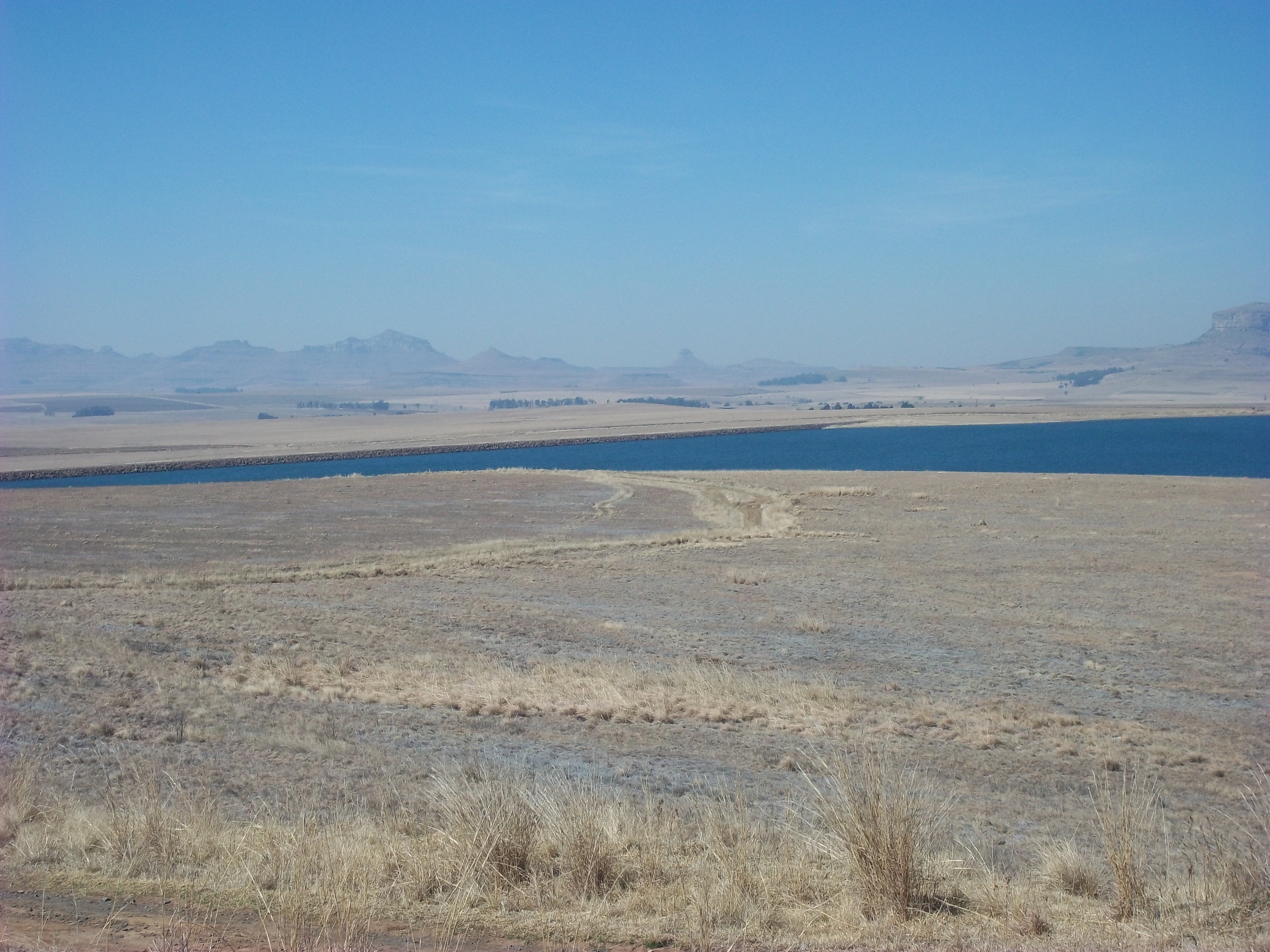
El muro de tierra en el lado este de la presa de Sterkfontein
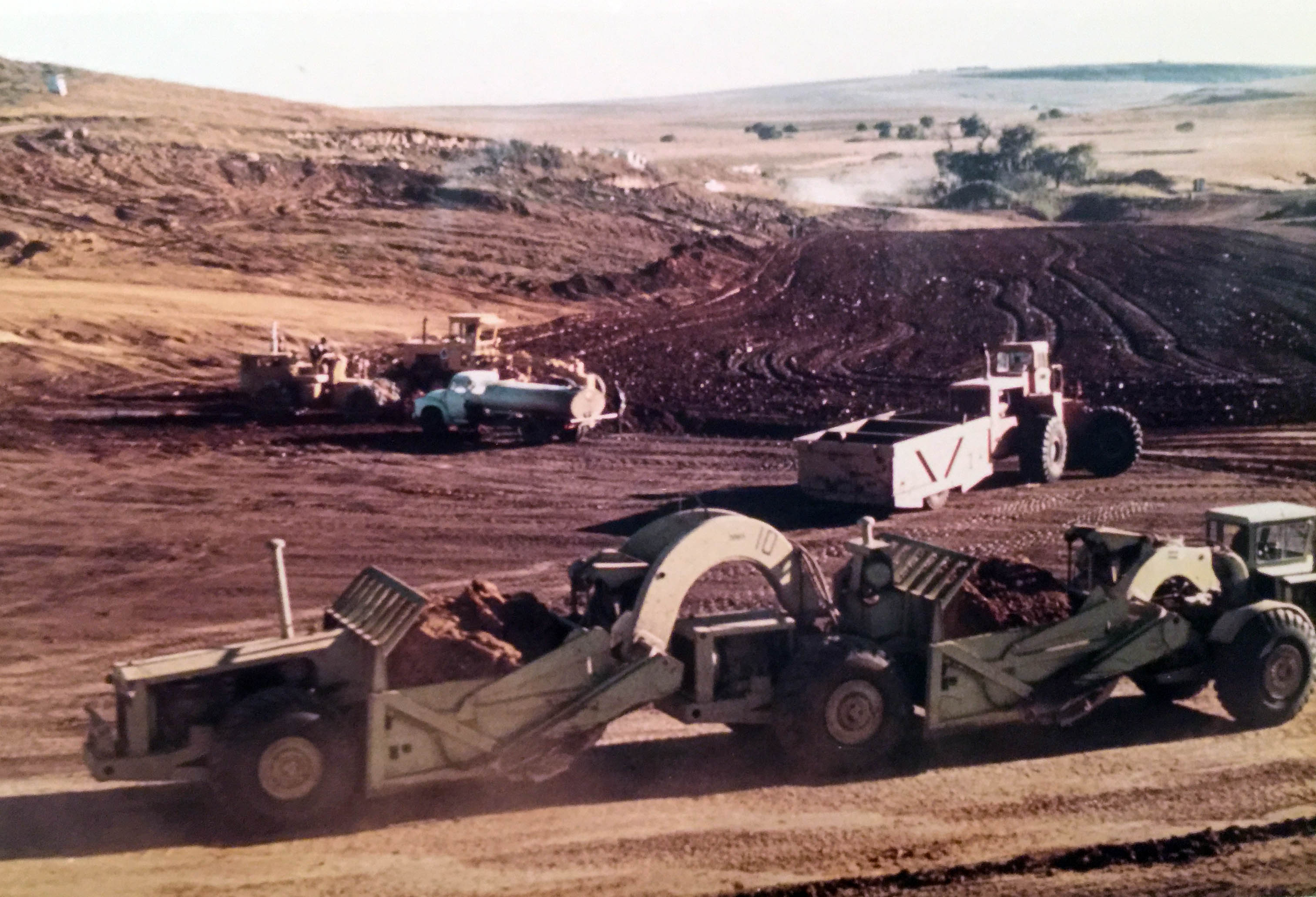
Maquinaria de movimiento de tierras descargando material de relleno de los pozos de préstamo para el muro de la presa de Sterkfontein, agosto de 1972.
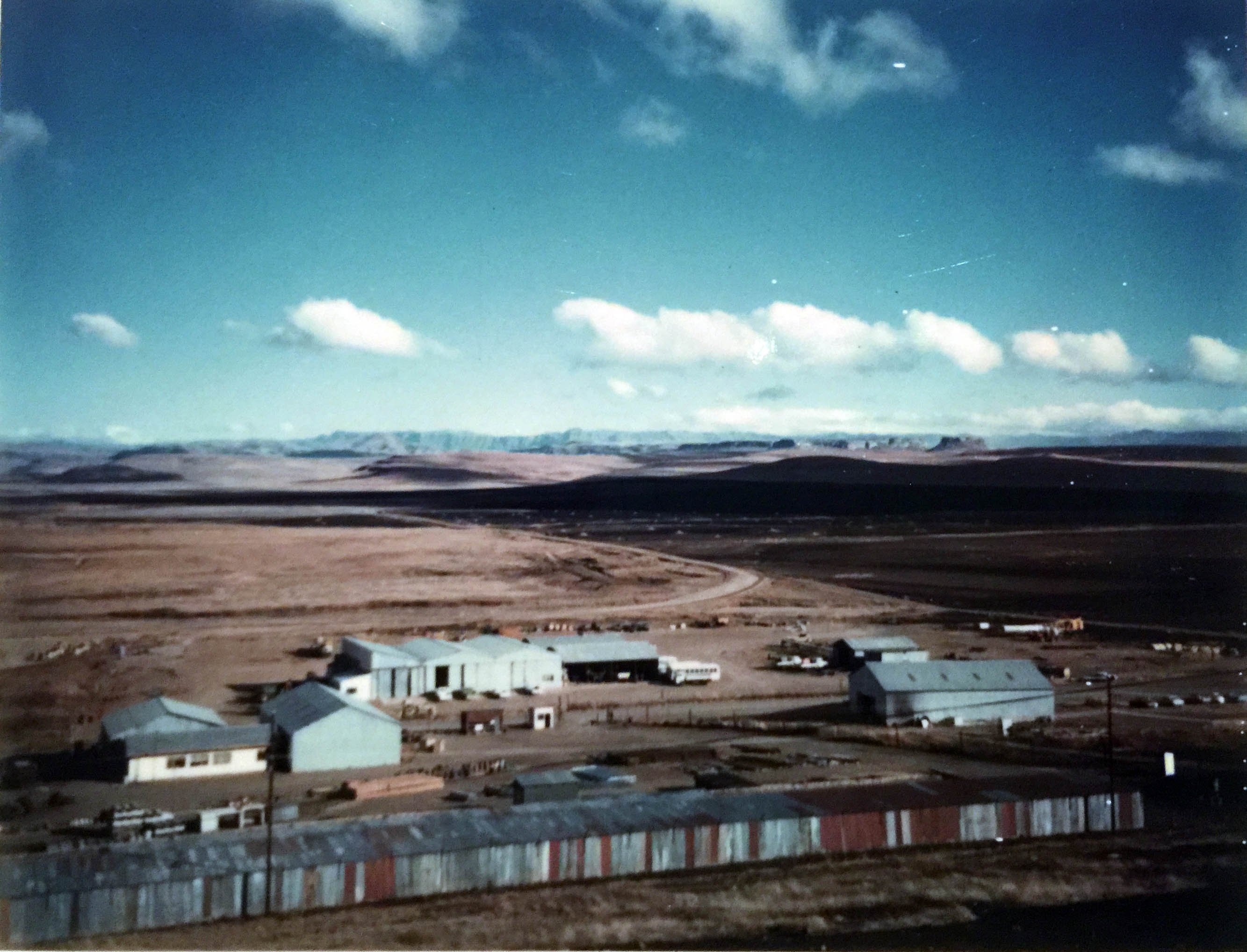
Los talleres de la presa de Sterkfontein. El área debajo de la oficina de la obra ahora está bajo el agua.
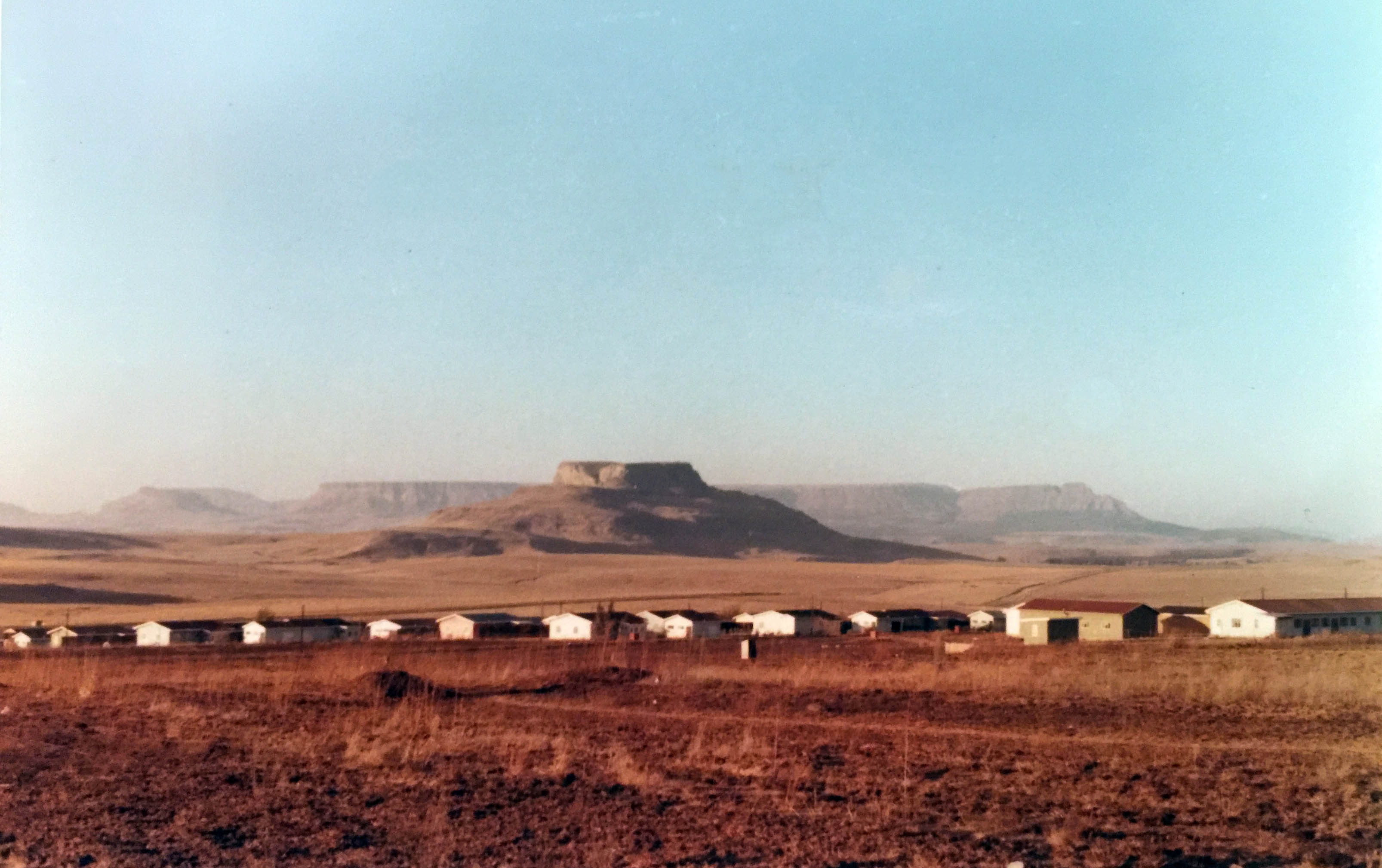
El pueblo de construcción en la presa de Sterkfontein, 1973
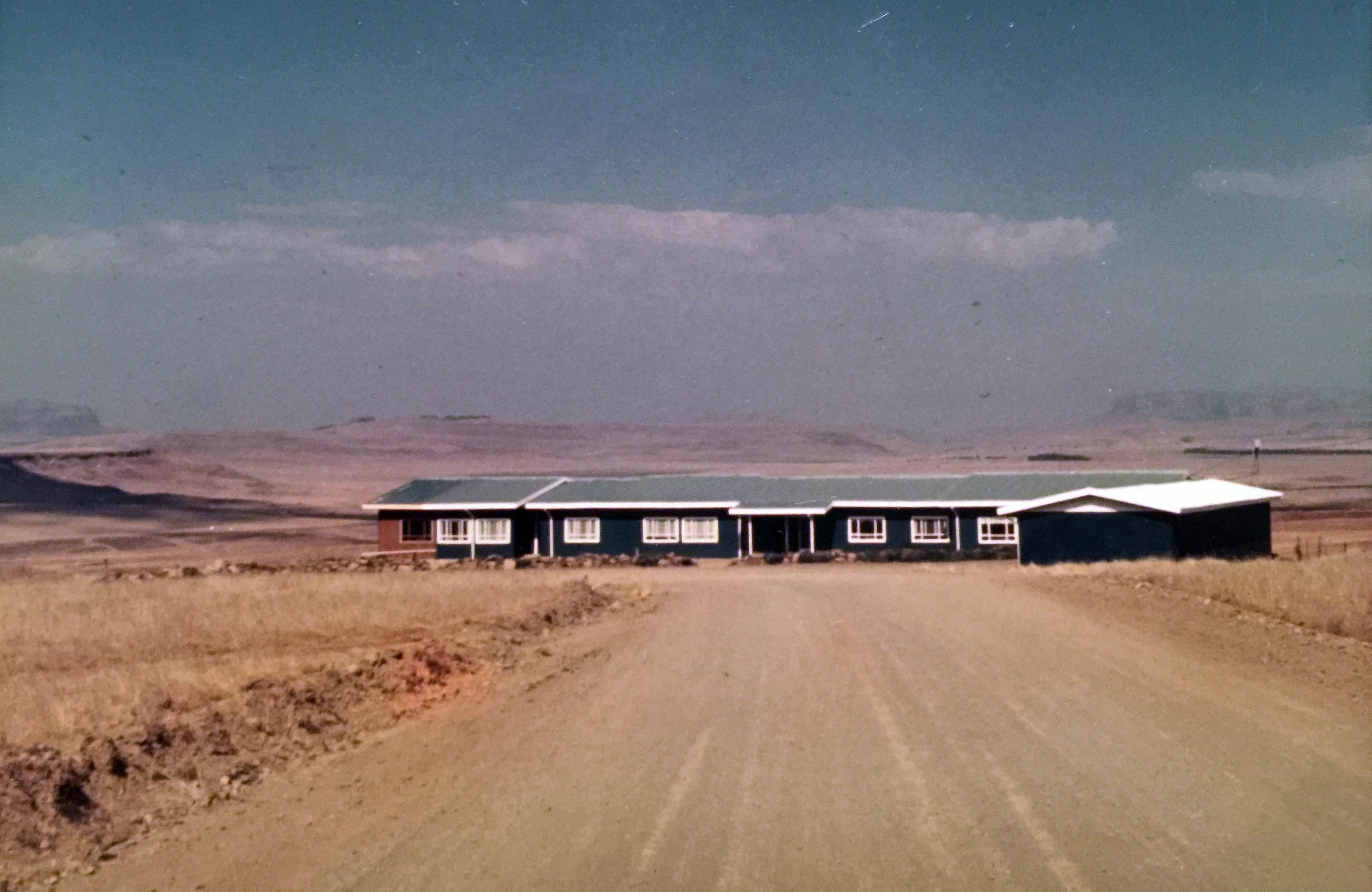
Oficina del Departamento de Asuntos Hídricos. Presa de Sterkfontein, 1972.
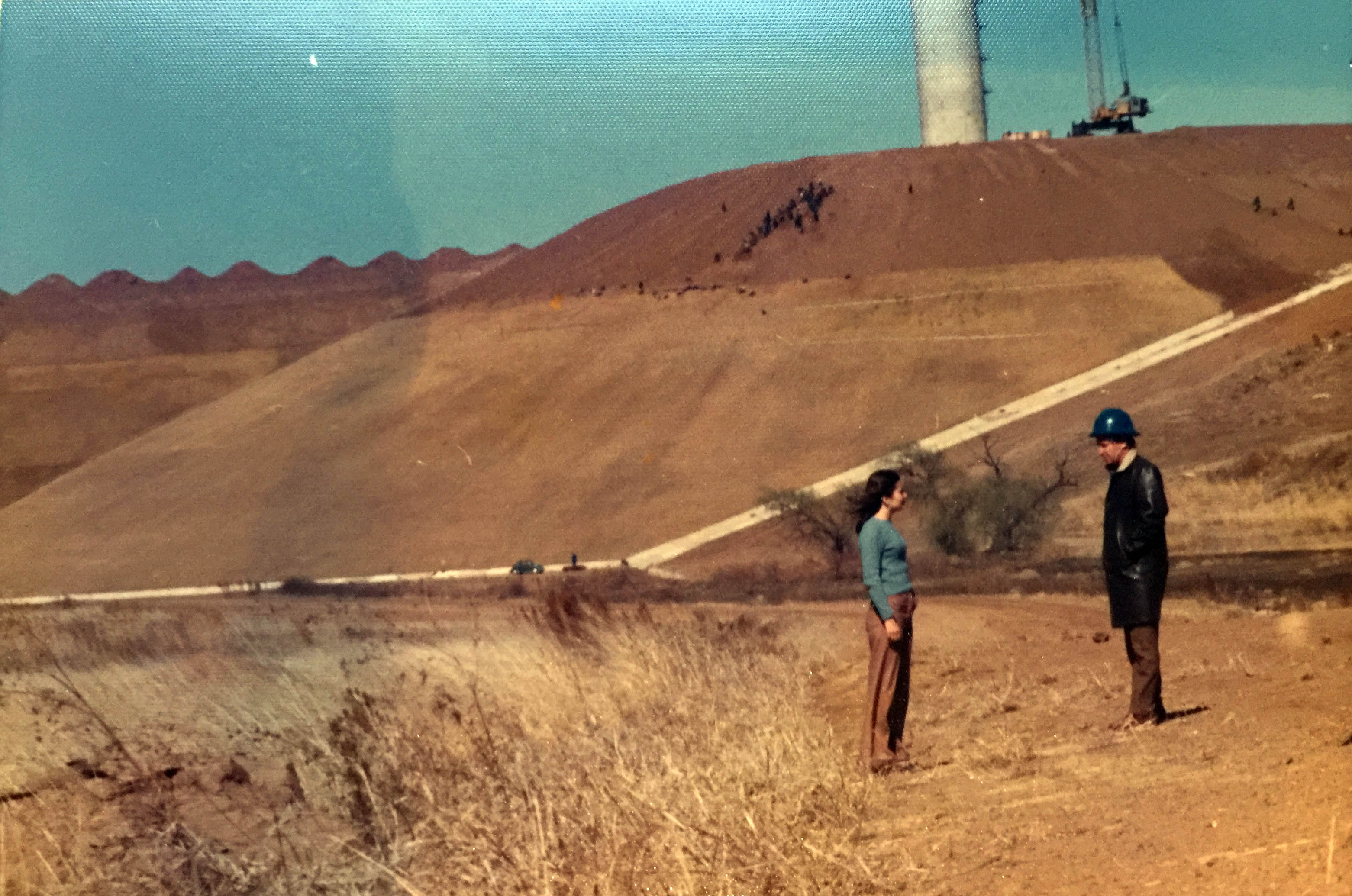
Vista del muro de la presa de Sterkfontein durante la construcción. En primer plano, el ingeniero residente David Bell.
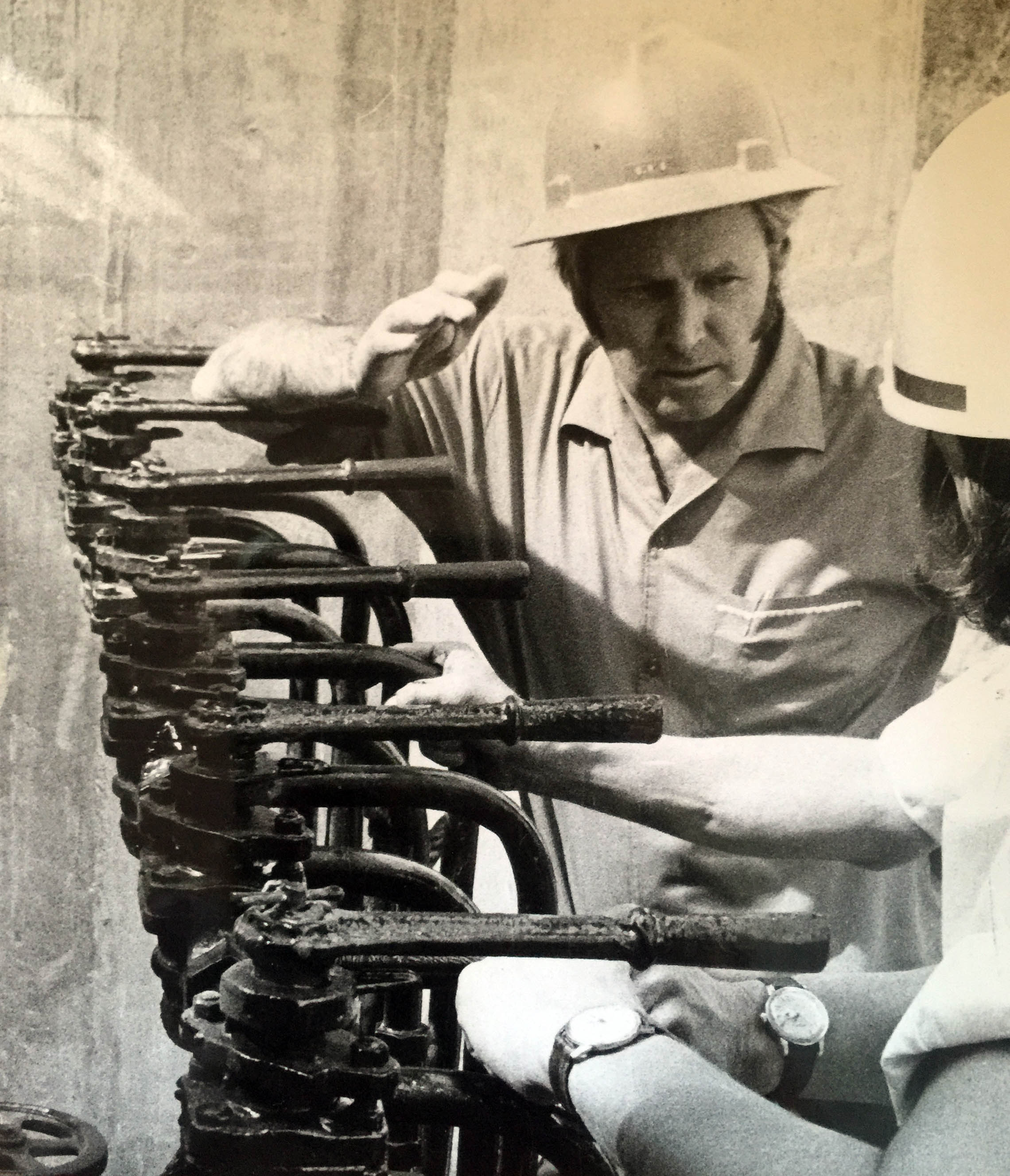
David Bell, ingeniero residente de la presa de Sterkfontein, explica las obras a un periodista, alrededor de 1974